# Betty White

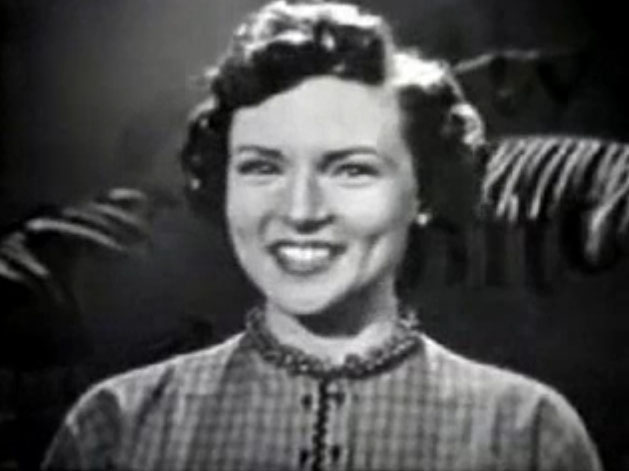
Betty White in 1954

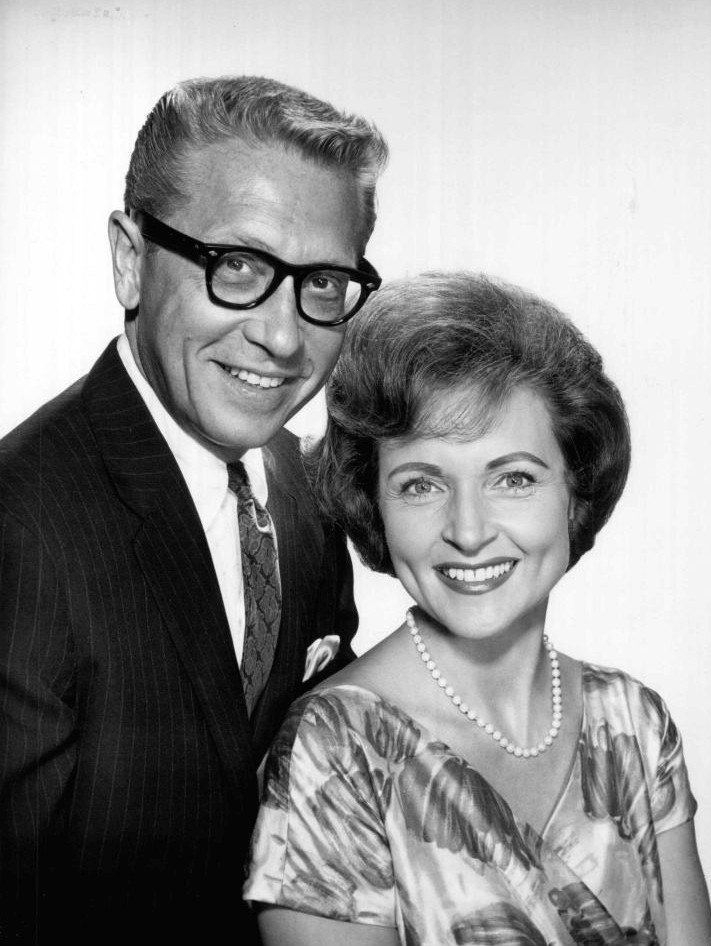
White met echtgenoot Allen Ludden (1963)

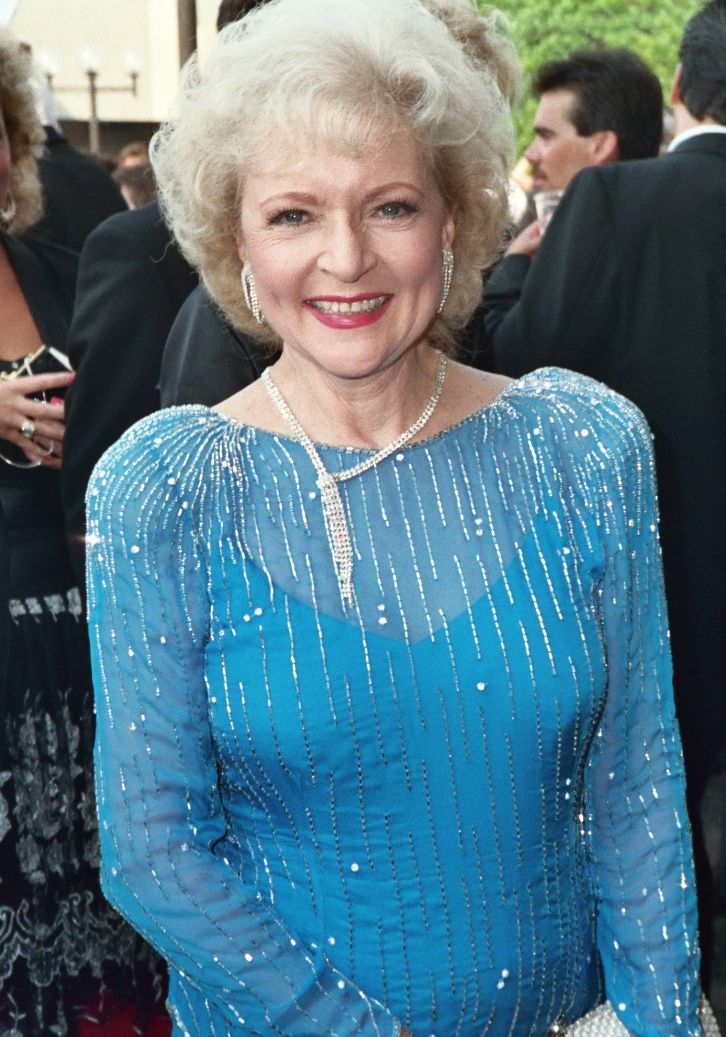
Betty White in 1988

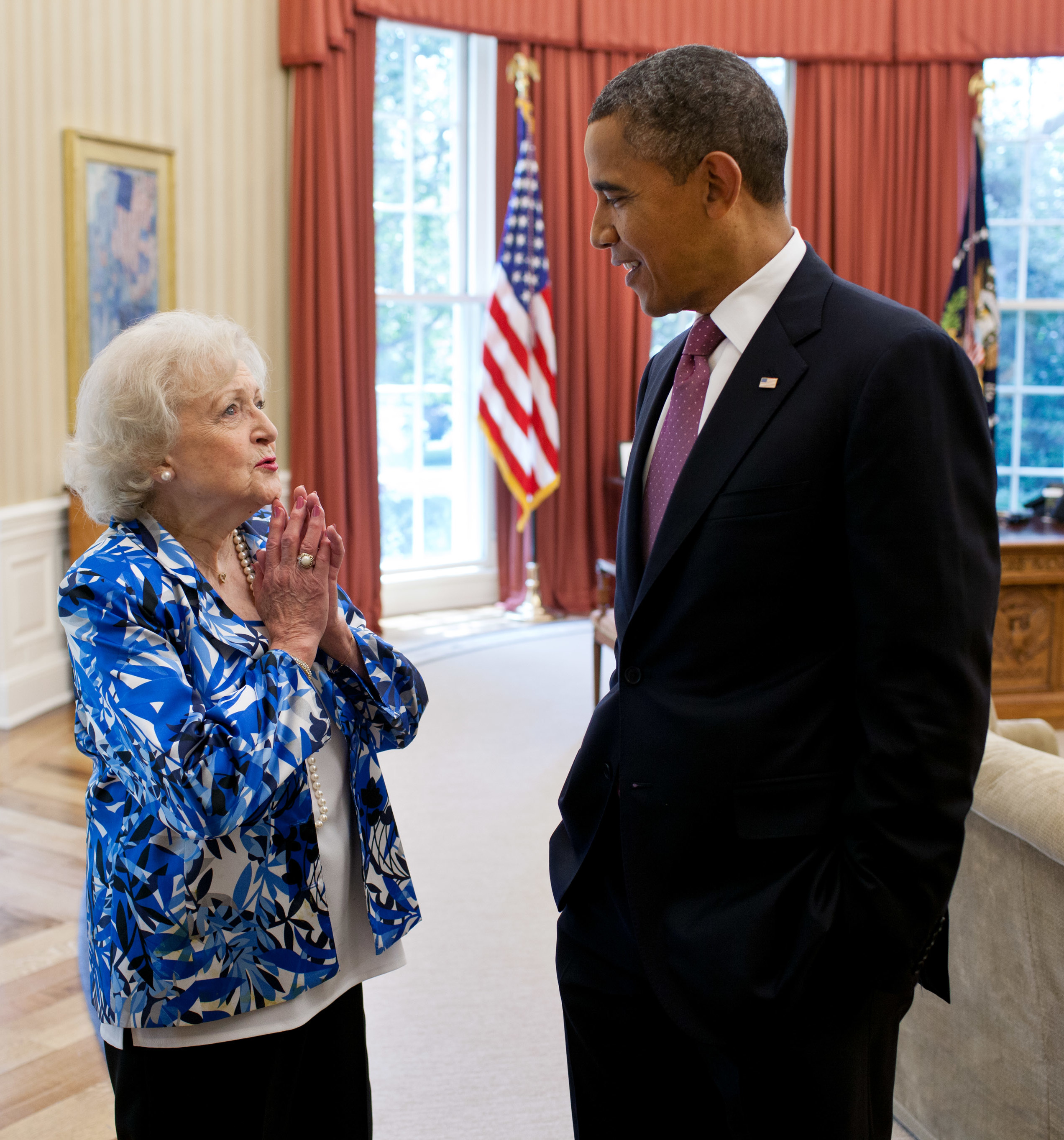
White en president Obama in 2012

Betty Marion White Ludden (Oak Park (Illinois), 17 januari 1922 – Brentwood (Los Angeles), 31 december 2021) was een Amerikaanse film- en televisieactrice, stemactrice, comédienne, presentatrice, televisieproducente, activiste en auteur.
Ze won meer dan tien acteerprijzen, waaronder Emmy Awards voor haar rollen in zowel The Mary Tyler Moore Show (1975 en 1976), The Golden Girls (1986) als The John Larroquette Show (1996) en American Comedy Awards voor zowel The Golden Girls (1987) als een gastrol in Ally McBeal (2000). In 1952 werd White de eerste vrouwelijke Amerikaanse televisieproducent voor de sitcom Life with Elizabeth. Daarnaast zette zij zich in als dierenactiviste en heeft ze als auteur zeven boeken geschreven. Met een carrière die begon in 1939 heeft ze sinds 2014 een vermelding in het Guinness Book of Records voor de langstlopende televisieloopbaan voor een vrouw.

## Loopbaan
White groeide op in Los Angeles. Voor haar acteerdebuut begon ze als glamourmodel, in de jaren 50 begon ze te acteren in enkele series; daarnaast had ze gedurende korte tijd een eigen talkshow.
White had tussen 1961 en 1975 vele gastoptredens in het spelprogramma Password Plus gepresenteerd door Allen Ludden, met wie White van 1963 tot zijn dood in 1981 getrouwd was. In de jaren 1970 en 1980 had ze ook gastoptredens in nieuwe versies van het programma.
Ze verscheen in vele spelprogramma's en in 1983 was ze de eerste vrouw die een Daytime Emmy Award won, als presentatrice van een spelprogramma met de titel Just Men.
Van 1973 tot 1977 speelde ze de door seks geobsedeerde Sue Ann Nivens in The Mary Tyler Moore Show. Hierna kreeg ze een eigen sitcom; The Betty White Show. Van 1983 tot 1985 speelde ze Ellen Harper in de serie Mama's Family. Hierin speelde ze samen met Rue McClanahan, met wie ze vanaf 1985 ook te zien was in The Golden Girls. White speelde in deze serie over vier samenwonende dames op leeftijd de naïeve Rose Nylund, een vrouw van Noorse afkomst. De serie was een succes en liep tot 1992. Daarna speelde ze dezelfde rol nog een seizoen in de vervolgserie The Golden Palace.
In 2006-2007 had ze kort een rol in de soapserie The Bold and the Beautiful als moeder van Stephanie Forrester. Nadat de Facebookgroep "Betty White To Host SNL... Please?" 500.000 likes haalde, werd White in 2010 uitgenodigd om Saturday Night Live te presenteren en werd ze op haar 88e de oudste presentatrice ooit. In 2011 was ze te zien in een populair Snickers-reclamespotje dat wereldwijd werd uitgezonden.
Van 2012 tot 2014 presenteerde ze drie seizoenen Off Their Rockers, de Amerikaanse versie van het Vlaamse programma Benidorm Bastards, waarin bejaarde mensen jongeren voor de gek houden.
Van 2010 tot 2015 acteerde White in 124 afleveringen van de Amerikaanse sitcom Hot in Cleveland op de Amerikaanse zender TV Land. Ze speelde Elka Ostrovsky, een oudere Poolse conciërge, die ondanks haar hoge leeftijd altijd bezig was met illegale handeltjes. Aanvankelijk zou ze enkel meedoen in een paar afleveringen, maar haar personage werd goed ontvangen door de kijkers, en ze kon nou eenmaal geen nee zeggen, verklaarde ze zelf.
In april 2015 ontving zij een Emmy Award voor haar gehele oeuvre.
In 2017 was ze voor het laatst in een acteerrol te zien. Ze had gastrollen in de televisieseries Bones en Young & Hungry. In de tekenfilm Toy Story 4 uit 2019 sprak ze de stem in van tijgerpop Bitey White. In december 2021 werd bekendgemaakt dat er ter ere van haar 100e verjaardag in januari 2022 de documentairefilm Betty White: 100 Years Young - A Birthday Celebration zou verschijnen. Ter ere van haar verjaardag verscheen in de laatste week van 2021 een interview in het tijdschrift People. 
White overleed in haar slaap op oudejaarsdag 2021 in haar woning in Brentwood (Los Angeles) op 99-jarige leeftijd, nadat ze zes dagen daarvoor een beroerte had gekregen.

## Onderscheidingen

### Emmy Awards
| Jaar | Prijs                | Categorie                              | Titel                           | Resultaat   |
| ---- | -------------------- | -------------------------------------- | ------------------------------- | ----------- |
| 1951 | Primetime Emmy Award | actrice                                |                                 | Genomineerd |
| 1975 | Primetime Emmy Award | vrouwelijke bijrol in een comedy       | The Mary Tyler Moore Show       | Gewonnen    |
| 1976 | Primetime Emmy Award | vrouwelijke bijrol in een comedy       | The Mary Tyler Moore Show       | Gewonnen    |
| 1977 | Primetime Emmy Award | vrouwelijke bijrol in een comedy       | The Mary Tyler Moore Show       | Genomineerd |
| 1983 | Daytime Emmy Award   | presentatrice in een spelprogramma     | Just Men                        | Gewonnen    |
| 1984 | Daytime Emmy Award   | presentatrice in een spelprogramma     | Just Men                        | Genomineerd |
| 1986 | Primetime Emmy Award | actrice in een comedy                  | The Golden Girls                | Gewonnen    |
| 1987 | Primetime Emmy Award | actrice in een comedy                  | The Golden Girls                | Genomineerd |
| 1988 | Primetime Emmy Award | actrice in een comedy                  | The Golden Girls                | Genomineerd |
| 1989 | Primetime Emmy Award | actrice in een comedy                  | The Golden Girls                | Genomineerd |
| 1990 | Primetime Emmy Award | actrice in een comedy                  | The Golden Girls                | Genomineerd |
| 1991 | Primetime Emmy Award | actrice in een comedy                  | The Golden Girls                | Genomineerd |
| 1992 | Primetime Emmy Award | actrice in een comedy                  | The Golden Girls                | Genomineerd |
| 1996 | Primetime Emmy Award | gastactrice in een comedy              | The John Larroquette Show       | Gewonnen    |
| 1997 | Primetime Emmy Award | gastactrice in een comedy              | Suddenly Susan                  | Genomineerd |
| 2003 | Primetime Emmy Award | gastactrice in een comedy              | Yes, Dear                       | Genomineerd |
| 2004 | Primetime Emmy Award | gastactrice in een dramaserie          | The Practice                    | Genomineerd |
| 2010 | Primetime Emmy Award | gastactrice in een comedyserie         | Saturday Night Live             | Gewonnen    |
| 2011 | Primetime Emmy Award | vrouwelijke bijrol in een comedyserie  | Hot in Cleveland                | Genomineerd |
| 2012 | Primetime Emmy Award | presentatrice van een realityprogramma | Betty White's Off Their Rockers | Genomineerd |
| 2013 | Primetime Emmy Award | presentatrice van een realityprogramma | Betty White's Off Their Rockers | Genomineerd |
| 2014 | Primetime Emmy Award | presentatrice van een realityprogramma | Betty White's Off Their Rockers | Genomineerd |
| 2015 | Daytime Emmy Award   | Oeuvre Award                           |                                 | Gewonnen    |

## Filmografie

### Films
| Jaar | Titel                                                     | Rol                       | Bijzonderheden |
| ---- | --------------------------------------------------------- | ------------------------- | -------------- |
| 1945 | Time to Kill                                              | Lou's Girl                | Korte film     |
| 1962 | Advise & Consent                                          | Senator Bessie Adams      |                |
| 1971 | Vanished                                                  | Presentatrice             |                |
| 1978 | With This Ring                                            | Evelyn Harris             | Televisiefilm  |
| 1979 | The Best Place to Be                                      | Sally Cantrell            | Televisiefilm  |
| 1979 | Before and After                                          | Anita                     | Televisiefilm  |
| 1980 | The Hollywood Knights                                     | Zichzelf                  |                |
| 1980 | The Gossip Columnist                                      | Zichzelf                  | Televisiefilm  |
| 1982 | Eunice                                                    | Ellen                     | Televisiefilm  |
| 1986 | Big City Comedy                                           | Zichzelf                  |                |
| 1987 | Alf Loves a Mystery                                       | Tante Harriet             | Televisiefilm  |
| 1991 | Chance of a Lifetime                                      | Evelyn Eglin              | Televisiefilm  |
| 1996 | A Weekend in the Country                                  | Martha                    | Televisiefilm  |
| 1996 | The Story of Santa Claus                                  | Gretchen Claus            | Stem           |
| 1998 | Hard Rain                                                 | Doreen Sears              |                |
| 1998 | Dennis the Menace Strikes Again                           | Martha Wilson             |                |
| 1998 | Holy Man                                                  | Zichzelf                  |                |
| 1999 | Lake Placid                                               | Mevrouw Delores Bickerman |                |
| 1999 | The Story of Us                                           | Lillian Jordan            |                |
| 2000 | Whispers: An Elephant's Tale                              | Rond                      | Stem           |
| 2000 | Tom Sawyer                                                | Tante Polly               | Stem           |
| 2001 | The Retrievers                                            | Mevr. Krisper             |                |
| 2001 | The Wild Thornberrys: The Origin of Donnie                | Oma Sophie                | Stem           |
| 2003 | Bringing Down the House                                   | Mevr. Kline               |                |
| 2003 | Return to the Batcave: The Misadventures of Adam and Burt | Cameo                     |                |
| 2003 | Stealing Christmas                                        | Emily Sutton              | Televisiefilm  |
| 2005 | The Third Wish                                            | Lettie                    |                |
| 2005 | Annie's Point                                             | Annie Eason               | Televisiefilm  |
| 2006 | Where's Marty?                                            | Zichzelf                  |                |
| 2007 | Your Mommy Kills Animals                                  | Zichzelf                  | Documentaire   |
| 2007 | In Search of Puppy Love                                   | Zichzelf                  | Documentaire   |
| 2008 | Ponyo                                                     | Yoshie                    | Stem           |
| 2009 | Love N' Dancing                                           | Irene                     |                |
| 2009 | The Proposal                                              | Oma Annie                 |                |
| 2009 | Part Two: The Warm Mission                                | Betty                     | Korte film     |
| 2010 | You Again                                                 | Oma Bunny                 |                |
| 2010 | Prep & Landing: Operation: Secret Santa                   | Mevr. Claus               | Stem           |
| 2011 | Betty White: Champion for Animals                         | Zichzelf                  | Documentaire   |
| 2011 | The Lost Valentine                                        | Caroline Thomas           | Televisiefilm  |
| 2012 | The Lorax                                                 | Oma Norma                 | Stem           |
| 2013 | Letters to Jackie: Remembering President Kennedy          | Verteller                 | Documentaire   |
| 2013 | Betty White Goes Wild                                     | Zichzelf                  | Documentaire   |

### Televisie
| Jaar           | Titel                                                 | Rol                            | Bijzonderheden                                                               |
| -------------- | ----------------------------------------------------- | ------------------------------ | ---------------------------------------------------------------------------- |
| 1949–1950      | Hollywood on Television                               | Zichzelf                       |                                                                              |
| 1952           | The Eddie Albert Show                                 | Zichzelf                       |                                                                              |
| 1953–1955      | Life with Elizabeth                                   | Elizabeth                      | Hoofdrol, 65 afleveringen                                                    |
| 1954           | The Betty White Show                                  | Zichzelf                       | Van 8 februari 1954 tot 31 december 1954                                     |
| 1955–1956      | What's My Line?                                       | Zichzelf                       | 8 afleveringen                                                               |
| 1956           | The Millionaire                                       | Virginia Lennart               | Aflevering: Millionaire Virginia Lennart                                     |
| 1957–1958      | Date with the Angels                                  | Vickie Angel                   | Hoofdrol, 33 afleveringen                                                    |
| 1958           | The Betty White Show                                  | Zichzelf                       | Hoofdrol, 14 afleveringen                                                    |
| 1958–1962      | The Jack Paar Show                                    | Zichzelf                       | Herhalende rol, 36 afleveringen                                              |
| 1958–2001 2016 | To Tell the Truth                                     | Zichzelf                       | Verschenen in CBS (Collyer), NBC (Moore) en ABC (Anderson) variaties.        |
| 1961-2008      | (Super) (Million Dollar) Password (All Stars), (Plus) | Zichzelf                       | Verschenen in alle versies van de show.                                      |
| 1962           | The United States Steel Hour                          |                                | Aflevering: Scene of the Crime                                               |
| 1963–1978      | Match Game                                            | Zichzelf                       | Herhalende rol, 53 afleveringen                                              |
| 1963–1975      | You Don't Say!                                        | Zichzelf                       | Herhalende rol, 10 afleveringen                                              |
| 1968           | That's Life                                           |                                | Aflevering: Buying a House                                                   |
| 1969           | Petticoat Junction                                    | Adelle Colby                   | Aflevering: The Cannonball Bookmobile                                        |
| 1971           | The Pet Set                                           | Zichzelf                       | Herhalende rol, 31 afleveringen                                              |
| 1972           | O'Hara, U.S. Treasury                                 | Zichzelf                       | Aflevering: Operation: Lady Luck                                             |
| 1972           | The Odd Couple                                        | Zichzelf                       | Aflevering: Password                                                         |
| 1975           | Lucas Tanner                                          | Lydia Merrick                  | Aflevering: The Noise of a Quiet Weekend                                     |
| 1975           | Ellery Queen                                          | Louise Demery                  | Aflevering: The Adventure of Miss Aggie's Farewell Performance               |
| 1975–1978      | The Carol Burnett Show                                | Verscheidene                   | Herhalende rol, 3 afleveringen                                               |
| 1976–1977      | The Sonny and Cher Show                               | Zichzelf                       | Gastrol, 2 afleveringen                                                      |
| 1976-1979      | Liar's Club Game Show                                 | Zichzelf                       | Herhalende rol, 48 afleveringen                                              |
| 1973–1977      | The Mary Tyler Moore Show                             | Sue Ann Nivens                 | Vaste cast, 46 afleveringen                                                  |
| 1977–1978      | The Betty White Show                                  | Joyce Whitman                  | Hoofdrol, 14 afleveringen                                                    |
| 1978           | The Hanna-Barbera Happy Hour                          | Stem van lerares               | 1 aflevering                                                                 |
| 1981           | Best of the West                                      |                                | Aflevering: Mail Order Bride                                                 |
| 1982–1991      | The $25,000 Pyramid                                   | Zichzelf                       | Herhalende rol, 85 afleveringen                                              |
| 1982           | Love, Sidney                                          | Charlotte                      | Aflevering: Charlotte's Web                                                  |
| 1983           | Just Men!                                             | Zichzelf                       | Hoofdrol, 65 afleveringen                                                    |
| 1983           | Fame                                                  | Catherine                      | Aflevering: Sunshine again                                                   |
| 1984           | Hotel                                                 | Wilma Klein                    | Aflevering: Outsiders                                                        |
| 1985           | St. Elsewhere                                         | Capt. Gloria Neal              | Afleveringen: Red, White, Black and Blue en Close Encounters                 |
| 1980–1985      | The Love Boat                                         | Diverse                        | Gastrol 5 afleveringen                                                       |
| 1985           | Who's the Boss?                                       | Bobby Barnes                   | Afleveringen: Eye on Angela en Thanksgiving at Mevr. Rossini's               |
| 1983–1986      | Mama's Family                                         | Ellen Harper Jackson           | Herhalende rol, 15 afleveringen                                              |
| 1988           | Santa Barbara                                         | Cameo                          | Gastrol, 3 afleveringen                                                      |
| 1988           | Another World                                         | Brenda Barlowe                 | Speciale gastrol                                                             |
| 1990           | Carol & Company                                       | Trisha Durant                  | Aflevering: Trisha Springs Eternal                                           |
| 1991           | Nurses                                                | Rose Nylund                    | Aflevering: Begone with the Wind                                             |
| 1989–1992      | Empty Nest                                            | Rose Nylund                    | Gastrol, 3 afleveringen                                                      |
| 1985–1992      | The Golden Girls                                      | Rose Nylund                    | Hoofdrol, 177 afleveringen                                                   |
| 1992–93        | The Golden Palace                                     | Rose Nylund                    | Hoofdrol, 24 afleveringen                                                    |
| 1993           | Bob                                                   | Sylvia Schmidt                 | Vaste cast, 8 afleveringen                                                   |
| 1994           | Diagnosis: Murder                                     | Dora Sloan                     | Aflevering: Death by Extermination                                           |
| 1995           | The Naked Truth                                       | Zichzelf                       | Afleveringen: Elvis Is Coming! en Star and Comet Collide! Giant Bugs Invade! |
| 1995–1996      | Maybe This Time                                       | Shirley Wallace                | Hoofdrol, 18 afleveringen                                                    |
| 1996           | Suddenly Susan                                        | Midge Haber                    | Aflevering: Golden Girl Friday                                               |
| 1998           | The Lionhearts                                        | Dorothy (Stem)                 | 5 afleveringen                                                               |
| 1998           | L.A. Doctors                                          | Mevr. Brooks                   | Aflevering: Leap of Faith                                                    |
| 1999           | Hercules: The Animated Series                         | Hestia (Stem)                  | Aflevering: Hercules and the Tiff on Olympus                                 |
| 1999           | Ally McBeal                                           | Dr. Shirley Flott              | Aflevering: Seeing Green                                                     |
| 2000           | The Wild Thornberrys                                  | Sophie Hunter (Stem)           | 3 afleveringen                                                               |
| 2000           | Intimate Portrait: Betty White                        | Zichzelf                       |                                                                              |
| 1999–2001      | Ladies Man                                            | Mitzi Stiles                   | Hoofdrol, 30 afleveringen                                                    |
| 2001           | The Ellen Show                                        | Connie Gibson                  | Aflevering: Missing the Bus                                                  |
| 2002           | Teacher's Pet                                         | Granny (Stem)                  | Aflevering: The Turkey that came for Dinner                                  |
| 2002           | Yes, Dear                                             | Sylvia                         | Aflevering: Kim's new Nanny                                                  |
| 2002           | Providence                                            | Julianna                       | Aflevering: The Heart of the Matter                                          |
| 1999–2002      | King of the Hill                                      | Dorothy / Ellen / Delia (Stem) | Gastrol, 3 afleveringen                                                      |
| 2002–2003      | That '70s Show                                        | Bea Sigurdson                  | Herhalende rol, 4 afleveringen                                               |
| 2003           | Grim & Evil                                           | Mevr. Doolin (Stem)            | Aflevering: Who killed who?/Tween Wolf                                       |
| 2003           | Gary the Rat                                          | Gary's Mother (Stem)           | Aflevering: This is not a Pipe                                               |
| 2003           | I'm with Her                                          | Zichzelf                       | Aflevering: Meet the Parent                                                  |
| 2004           | The Practice                                          | Catherine Piper                | 3 afleveringen                                                               |
| 2003–2004      | Everwood                                              | Carol Roberts                  | Afleveringen: Unhappy Holidays en Your Future Awaits                         |
| 2004           | My Wife and Kids                                      | Mevr. June Hopkins             | Aflevering: The Maid                                                         |
| 2004           | Malcolm in the Middle                                 | Sylvia                         | Aflevering: Victor's other Family                                            |
| 2004–2005      | Complete Savages                                      | Mevr. Riley                    | Afleveringen: The Man without a Ball en Saving Old Lady Riley                |
| 2005           | Joey                                                  | Margaret Bly                   | Aflevering: Joey and the House                                               |
| 2007           | Higglytown Heroes                                     | Oma (Stem)                     | Aflevering: Calling all Heroes                                               |
| 2007           | Ugly Betty                                            | Zichzelf                       | Aflevering: Bananas for Betty                                                |
| 2005–2008      | Boston Legal                                          | Catherine Piper                | Hoofdrol, 16 afleveringen                                                    |
| 2006           | My Name Is Earl                                       | Mevr. Weezmer                  | Aflevering: The Witch Lady                                                   |
| 2009           | 30 Rock                                               | Zichzelf                       | Aflevering: Stone Mountain                                                   |
| 2006–2009      | The Bold and the Beautiful                            | Ann Douglas                    | Herhalende rol, 23 afleveringen                                              |
| 2010           | The Middle                                            | Mevr. Nethercott               | Aflevering: Average Rules                                                    |
| 2010           | Saturday Night Live                                   | Zichzelf                       | Aflevering: Betty White/Jay-Z                                                |
| 2010–2015      | Hot in Cleveland                                      | Elka Ostrovsky                 | Hoofdrol, 128 afleveringen                                                   |
| 2009–2010      | Glenn Martin, DDS                                     | Oma Shelia Martin (Stem)       | Gastrol, 2 afleveringen                                                      |
| 2010           | Community                                             | Professor June Bauer           | Afleveringen: Anthropology 101 en The Psychology of Letting Go               |
| 2010–2013      | Pound Puppies                                         | Agatha McLeish (Stem)          | Vaste cast, 13 afleveringen                                                  |
| 2012–2017      | Betty White's Off Their Rockers                       | Zichzelf                       |                                                                              |
| 2012           | The Client List                                       | Ruth Hudson                    | Aflevering: Past is Prologue                                                 |
| 2013           | Save Me                                               | God                            | Aflevering: Holier than thou                                                 |
| 2013           | Mickey Mouse                                          | Old Lady (Stem)                | Aflevering: New York Weenie                                                  |
| 2014           | The Soul Man                                          | Elka Ostrovsky                 | Aflevering: All the Way Live                                                 |
| 2015           | Saturday Night Live                                   | Grootmoeder                    | The Californians                                                             |
| 2015           | Betty White's Smartest Animals in America             | Zichzelf                       | Gastvrouw                                                                    |
| 2015           | Bones                                                 | Dr. Beth Mayer                 | Gastrol                                                                      |
| 2017           | Bones                                                 | Dr. Beth Mayer                 | Gastrol                                                                      |

## Boeken
- 1983: Betty White's Pet-Love: How Pets Take Care of Us
- 1987: Betty White In Person
- 1991: The Leading Lady: Dinah's Story
- 1995: Here We Go Again: My Life In Television
- 2008: Together: A Novel of shared vision
- 2011: If You Ask Me (And of Course You Won't)
- 2011: Betty & Friends: My Life at the Zoo

- Biblioteca Nacional de España: XX6166943
- Gemeinsame Normdatei: 119323079
- International Standard Name Identifier: 0000 0001 1653 1306
- Library of Congress Control Number: n86007047
- MusicBrainz: 73f3b2a5-98a2-46a9-a6cd-701442f26b08
- Bibliotheek van het Japanse parlement: 00477124
- Nationale en Universitaire bibliotheek Zagreb: 000464112
- Nederlandse Thesaurus van Auteursnamen: 070167753
- Istituto Centrale per il Catalogo Unico: RAVV460084
- SNAC: w6rk59hv
- Système universitaire de documentation: 191255351
- Virtual International Authority File: 59891790
- WorldCat: E39PBJqvTYDkcJHKHXXQRBP4v3